# Декларація незалежності Автономної Республіки Крим та міста Севастополя
Декларація незалежності Автономної Республіки Крим та міста Севастополя — документ, прийнятий 11 березня 2014 року розпущеною Верховною Радою Автономної Республіки Крим, що проголосив Автономну Республіку Крим та місто Севастополь суверенною державою —  Республікою Крим, у якій місто Севастополь мало б спеціальний статус. Згідно з Декларацією новоутворена держава за відповідних результатів референдуму 16 березня 2014 року має право звернутися до Росії щодо включення території до складу федерації на правах суб'єкта. Рішення підтримали 78 з 81 присутнього депутата кримського парламенту. Також 11 березня декларацію підтримала Севастопольська міська рада. Документ суперечить Конституції України, Конституції Автономної Республіки Крим, у яких Автономна Республіка Крим та місто Севастополь визнаються невід'ємними частинами України, а зміна території України можлива лише після відповідного результату Всеукраїнського референдуму. Документ прийняли в умовах російської інтервенції в Крим та під тиском озброєних осіб, які захопили Верховну Раду АРК.

## Реакція
Міністерство закордонних справ Росії визнало незалежність Криму, оскільки таке рішення Верховної Ради АРК посилається на норми міжнародного права, зокрема Статут ООН та висновок Міжнародного Суду ООН від 22 липня 2010 року по Косово.
 Генеральна прокуратура Україна звернулася до Окружного адміністративного суду Києва з вимогою скасувати затверджену Верховною Радою АРК та Севастопольською міськрадою Декларацію про незалежність Криму та рішення щодо проведення референдуму 16 березня. У Генеральній прокуратурі вважають такі рішення незаконними та такими, що посягають на територіальну цілісність та конституційний лад України, а також ставлять під загрозу громадський порядок, життя і здоров'я громадян та шкодять суспільним та державним інтересам громадян України.
Міністерство закордонних справ України висловило протест щодо визнання незалежності Криму Росією, оскільки таке рішення Верховної Ради АРК суперечить українському законодавству. 12 березня до МЗС України викликали Тимчасового повіреного у справах Російської Федерації в Україні Андрія Воробйова, якому вручили ноту протесту, у якій заява МЗС Росії щодо декларації розцінювалась як втручання у внутрішні справи України, що суперечить нормам міжнародного права.
Нелегітимним рішенням щодо відокремлення Криму від України назвав народний депутат від Партії регіонів Юрій Мірошниченко, коментуючи позицію партії щодо кримських подій.
Конституційний Суд України 20 березня визнав Декларацію такою, що не відповідає Конституції України.
 Лідер Меджлісу кримськотатарського народу Рефат Чубаров негативно висловився щодо прийняття документа, оскільки він поглиблює кризу у Криму.
 Міністерство закордонних справ Франції визнало декларацію про незалежність Криму нелегітимною, як і проведення референдуму щодо статусу автономної республіки 16 березня, зазначивши, що такі рішення суперечать Конституції України та нормам міжнародного права.